# Lista vicepreședinților de state din anul 2014
Lista vicepreședinților în anul 2014 se bazează pe Lista statelor lumii și pe Lista de teritorii dependente, așa cum sunt ele cunoscute de la 1 ianuarie 2014 pâna la 31 decembrie 2014.
Gruparea acestora s-a făcut pe baza statutului entitătii pe care o reprezintă după cim urmează State independente recunoscute cvasigeneral, State independente recunoscute parțial de comunitatea internațională, State independente nerecunoscute, Teritorii nesuverane și Guverne alternative și / sau în exil. Vicepreședintele (numele oficial al funcției poate diferi de la stat la stat conform uzanțelor naționale) este  personalitate politică a cărui primă funcție este de a înlocui președintele  atunci când acesta este absent, demisonat, decedat sau nu este disponibil pentru a-și Indplini atribuțiile indiferent din ce motiv. Pot avea vicepreședinți și teritoriile autonome dependente.

## State independente recunoscute cvasigeneral
| Statul                        | Funcția                                                                                             | Numele | Începând cu        |
| ----------------------------- | --------------------------------------------------------------------------------------------------- | --- | ------------------ |
| Afganistan                    | Primul vicepreședinte (succesivi)                                                                   | Abdul Rashid Dostum                                                                                                | 29 septembrie 2014 |
| Afganistan                    | Primul vicepreședinte (succesivi)                                                                   | Yunus Qanuni | 31 martie 2014     |
| Afganistan                    | Primul vicepreședinte (succesivi)                                                                   | funcție vacantă | 9 martie 2014      |
| Afganistan                    | Primul vicepreședinte (succesivi)                                                                   | Mohammed Fahim | 19 noiembrie 2009  |
| Afganistan                    | Al doilea vicepreședinte (succesivi)                                                                | Sarwar Danish | 29 septembrie 2014 |
| Afganistan                    | Al doilea vicepreședinte (succesivi)                                                                | Karim Khalili | 7 decembrie 2004   |
| Africa de Sud                 | Președinți adjuncți (succesivi)                                                                     | Cyril Ramaphosa | 26 mai 2014        |
| Africa de Sud                 | Președinți adjuncți (succesivi)                                                                     | Kgalema Motlanthe                                                                                                  | 9 mai 2009         |
| Angola                        | Vicepresedinte                                                                                      | Manuel Vicente | 26 septembrie 2012 |
| Argentina                     | Vicepreședinte                                                                                      | Amado Boudou | 10 decembrie 2011  |
| Birmania                      | Vicepresedinte                                                                                      | Sai Mauk Kham | 1 iulie 2012       |
| Birmania                      | Vicepresedinte                                                                                      | Nyan Tun | 15 august 2012     |
| Birmania                      | Vicepresedinte                                                                                      | funcție vacantă | 30 martie 2011     |
| Bolivia                       | Vicepreședinte                                                                                      | Álvaro García Linera                                                                                               | 22 ianuarie 2006   |
| Botswana                      | Vicepreședinți (succesivi)                                                                          | Mokgweetsi Masisi                                                                                                  | 12 noiembrie 2014  |
| Botswana                      | Vicepreședinți (succesivi)                                                                          | Ponatshego Kedikilwe                                                                                               | 1 august 2012      |
| Brazilia                      | Vicepreședinte                                                                                      | Michel Temer | 1 ianuarie 2011    |
| Bulgaria                      | Vicepreședintă                                                                                      | Margarita Popova                                                                                                   | 22 ianuarie 2012   |
| Burundi                       | Primi vicepreședinți (succesivi)                                                                    | Prosper Bazombanza                                                                                                 | 14 februarie 2014  |
| Burundi                       | Primi vicepreședinți (succesivi)                                                                    | funcție vacantă | 1 februarie 2014   |
| Burundi                       | Primi vicepreședinți (succesivi)                                                                    | Bernard Busokoza                                                                                                   | 16 octombrie 2013  |
| Burundi                       | Al doilea vicepreședinte                                                                            | Gervais Rufyikiri                                                                                                  | 28 august 2010     |
| China (vezi și : §2)          | Vicepreședinte                                                                                      | Li Yuanchao | 14 martie 2013     |
| Cipru                         | Vicepreședinte                                                                                      | funcție vacantă | iulie 1974         |
| Columbia                      | Vicepreședinți (succesivi)                                                                          | Germán Vargas Lleras                                                                                               | 7 august 2014      |
| Columbia                      | Vicepreședinți (succesivi)                                                                          | Angelino Garzón | 7 august 2010      |
| Comore                        | Vicepreședinte pentru insula Mohéli                                                                 | Fouad Mohadji (însărcinat cu Sănătatea, Solidaritatea, Coeziunea Socială și Promovarea de Gen)                     | 30 mai 2011        |
| Comore                        | Vicepreședinte pentru insula Grand Comore                                                           | Mohamed Ali Soilihi (însărcinat cu Finanțele, Economia, Budgetul, Investițiile, Comerțul Exterior și Privatizarea) | 30 mai 2011        |
| Comore                        | Vicepreședinte pentru insula Anjouan                                                                | Nourdine Bourhane (însărcinat cu Planificarea Regională, Infrastructura, Planificarea urbană și Locuințele)        | 30 mai 2011        |
| Coreeană, R.P.D.              | Prim vicepresedinte al Comisiei Apărării Naționale                                                  | funcție vacantă | 6 noiembrie 2010   |
| Coreeană, R.P.D.              | Vicepresedinte al Comisiei Apărării Naționale                                                       | funcție vacantă | aprilie 2012       |
| Coreeană, R.P.D.              | Vicepresedinți al Comisiei Apărării Naționale (succesivi)                                           | Hwang Pyong So | 28 septembrie 2014 |
| Coreeană, R.P.D.              | Vicepresedinți al Comisiei Apărării Naționale (succesivi)                                           | Choe Ryong Hae | 9 aprilie 2014     |
| Coreeană, R.P.D.              | Vicepresedinți al Comisiei Apărării Naționale (succesivi)                                           | funcție vacantă | 8 decembrie 2013   |
| Coreeană, R.P.D.              | Vicepresedinte al Comisiei Apărării Naționale                                                       | O Kuk Ryol | februarie 2009     |
| Coreeană, R.P.D.              | Vicepresedinte al Comisiei Apărării Naționale                                                       | Ri Yong Mu | 1998               |
| Coreeană, R.P.D.              | Vicepresedinte al Prezidiului Adunării Populare Supreme                                             | Kim Yong Dae | aprilie 2009       |
| Coreeană, R.P.D.              | Vicepresedinte al Prezidiului Adunării Populare Supreme                                             | Yang Hyong-sop | 5 septembrie 1998  |
| Coreeană, R.P.D.              | Vicepresedinte de onoare al Prezidiului Adunării Populare Supreme                                   | Choe Yong Rim | aprilie 2013       |
| Coreeană, R.P.D.              | Vicepresedinte de onoare al Prezidiului Adunării Populare Supreme                                   | Kim Yong Ju | septembrie 2003    |
| Costa Rica                    | Primul vicepreședinte (succesivi)                                                                   | Helio Fallas Venegas                                                                                               | 8 mai 2014         |
| Costa Rica                    | Primul vicepreședinte (succesivi)                                                                   | Alfio Piva Mesén                                                                                                   | 8 mai 2010         |
| Costa Rica                    | Al doilea vicepreședinte (succesivi)                                                                | Ana Helena Chacón Echeverría                                                                                       | 8 mai 2014         |
| Costa Rica                    | Al doilea vicepreședinte (succesivi)                                                                | Luis Liberman Ginsburg                                                                                             | 8 mai 2010         |
| Cuba                          | Prim vicepreședinte al Consiliului de Stat                                                          | Miguel Díaz-Canel                                                                                                  | 24 februarie 2013  |
| Cuba                          | Vicepreședinte al Consilului de Stat                                                                | Gladys María Bejerano Portela                                                                                      | 11 septembrie 2009 |
| Cuba                          | Vicepreședinte al Consilului de Stat                                                                | Mercedes Lopez Acea                                                                                                | 24 februarie 2013  |
| Cuba                          | Vicepreședinte al Consilului de Stat                                                                | Jose Ramon Machado Ventura                                                                                         | 24 februarie 2013  |
| Cuba                          | Vicepreședinte al Consilului de Stat                                                                | Ramiro Valdes Menendez                                                                                             | 20 decembrie 2009  |
| Cuba                          | Vicepreședinte al Consilului de Stat                                                                | Salvador Valdes Mesa                                                                                               | 24 februarie 2013  |
| Dominicană, Republica         | Vicepreședinte                                                                                      | Margarita Cedeño de Fernández                                                                                      | 16 august 2012     |
| Ecuador                       | Vicepreședinte                                                                                      | Jorge Glas | 24 mai 2013        |
| Egipt                         | Vicepreședinte                                                                                      | funcție desființată                                                                                                | 18 ianuarie 2014   |
| Egipt                         | Vicepreședinte                                                                                      | funcție vacantă | 14 august 2013     |
| El Salvador                   | Vicepreședinți (succesivi)                                                                          | Óscar Ortiz | 1 iunie 2014       |
| El Salvador                   | Vicepreședinți (succesivi)                                                                          | Salvador Sánchez Cerén                                                                                             | 1 iunie 2009       |
| Elveția                       | Vicepreședinte                                                                                      | Simonetta Sommaruga                                                                                                | 1 ianuarie 2014    |
| Emiratele Arabe Unite         | Vicepreședinte                                                                                      | Mohammed bin Rashid Al Maktoum                                                                                     | 11 februarie 2006  |
| Filipine                      | Vicepresedinte                                                                                      | Jejomar Binay | 30 iunie 2010      |
| Gambia                        | Vicepreședintă                                                                                      | Isatou Njie-Saidy                                                                                                  | 20 martie 1997     |
| Ghana                         | Vicepreședinte                                                                                      | Kwesi Amissah-Arthur                                                                                               | 6 august 2012      |
| Guatemala                     | Vicepreședintă                                                                                      | Roxana Baldetti | 14 ianuarie 2012   |
| Guineea Ecuatorială           | Prim vicepreședinte însărcinat cu afacerile economice și finaniare                                  | Ignacio Milam Tang                                                                                                 | 21 mai 2012        |
| Guineea Ecuatorială           | Vicepreședinte însărcinat cu apărarea națională și securitatea                                      | Teodoro Nguema Obiang Mangue                                                                                       | 22 mai 2012        |
| Guyana                        | Primul vicepreședinte                                                                               | Sam Hinds | decembrie 1997     |
| Guyana                        | Al doilea vicepreședinte                                                                            | funcție vacantă | decembrie 2011     |
| Honduras                      | Primul vicepreședinte (succesivi)                                                                   | Ricardo Antonio Alvarez Arias                                                                                      | 27 ianuarie 2014   |
| Honduras                      | Primul vicepreședinte (succesivi)                                                                   | María Antonieta Guillén Vásquez                                                                                    | 27 ianuarie 2010   |
| Honduras                      | Al doilea vicepreședinte (succesivi)                                                                | Ana Rossana Guevara Pinto                                                                                          | 27 ianuarie 2014   |
| Honduras                      | Al doilea vicepreședinte (succesivi)                                                                | Samuel Armando Reyes Rendon                                                                                        | 27 ianuarie 2010   |
| Honduras                      | Al treilea vicepreședinte (succesivi)                                                               | Lorena Enriqueta Herrera Estevez                                                                                   | 27 ianuarie 2014   |
| Honduras                      | Al treilea vicepreședinte (succesivi)                                                               | Victor Hugo Barnica                                                                                                | 27 ianuarie 2010   |
| India                         | Vicepreședinte                                                                                      | Mohammad Hamid Ansari                                                                                              | 11 august 2007     |
| Indonezia                     | Vicepreședinți (succesivi)                                                                          | Jusuf Kalla | 20 octombrie 2014  |
| Indonezia                     | Vicepreședinți (succesivi)                                                                          | Boediono | 20 octombrie 2009  |
| Irak · (vezi și : §4)         | Vicepresedinți (succesivi)                                                                          | Nouri al-Maliki | 9 septembrie 2014  |
| Irak · (vezi și : §4)         | Vicepresedinți (succesivi)                                                                          | Khodair al-Khozaei                                                                                                 | 13 mai 2011        |
| Irak · (vezi și : §4)         | Vicepresedinte                                                                                      | Osama al-Nujaifi                                                                                                   | 9 septembrie 2014  |
| Irak · (vezi și : §4)         | Vicepresedinte                                                                                      | funcție vacantă | 10 septembrie 2012 |
| Irak · (vezi și : §4)         | Vicepresedinte                                                                                      | Ayad Allawi | 9 septembrie 2014  |
| Irak · (vezi și : §4)         | Vicepresedinte                                                                                      | funcție vacantă | 11 iulie 2011      |
| Iran                          | Prim vicepreședinte                                                                                 | Eshaq Jahangiri | 4 august 2013      |
| Iran                          | Vicepreședinte pentru Afaceri Parlamentare                                                          | Majid Ansari | 1 septembrie 2013  |
| Iran                          | Vicepreședinte pentru Știință și Tehnologie și Președinte al Fundației pentru Elitele Naționale     | Sorena Sattari | 4 octombrie 2013   |
| Iran                          | Vicepreședinți și Șefi al Organizației pentru Moștenirea Culturală, Artizanat și Turism (succesivi) | Masoud Soltanifar                                                                                                  | 1 februarie 2014   |
| Iran                          | Vicepreședinți și Șefi al Organizației pentru Moștenirea Culturală, Artizanat și Turism (succesivi) | Mohammad-Ali Najafi                                                                                                | 19 august 2013     |
| Iran                          | Vicepreședinte și Șef al Organizației pentru Energia Atomică                                        | Ali Akbar Salehi                                                                                                   | 16 august 2013     |
| Iran                          | Vicepreședinte și Șef al Fundației pentru Afacerile Martirilor și Veteranilor                       | Mohammad-Ali Shahidi                                                                                               | 15 septembrie 2013 |
| Iran                          | Vicepreședintă și Șefă a Organizației pentru Protecția Mediului                                     | Masoumeh Ebtekar                                                                                                   | 10 septembrie 2013 |
| Iran                          | Vicepreședinte și Șef al Organizației pentru Organizare și Planificare                              | Mohammad Bagher Nobakht                                                                                            | 10 noiembrie 2014  |
| Iran                          | Vicepreședinte pentru Planificare Strategică și Monitorizare                                        | funcție înlocuită                                                                                                  | 10 noiembrie 2014  |
| Iran                          | Vicepreședinte pentru Planificare Strategică și Monitorizare                                        | Mohammad Bagher Nobakht ,                                                                                          | 1 septembrie 2013  |
| Iran                          | Vicepreședinte pentru Managementul și Dezvoltarea Resurselor Umane                                  | funcție înlocuită                                                                                                  | 10 noiembrie 2014  |
| Iran                          | Vicepreședinte pentru Managementul și Dezvoltarea Resurselor Umane                                  | Mohammad Bagher Nobakht (interimar) ,                                                                              | 1 septembrie 2013  |
| Iran                          | Vicepreședintă pentru Afacerile Legale                                                              | Elham Aminzadeh | 11 august 2013     |
| Iran                          | Vicepreședintă pentru Afacerile Femeilor și Familiei                                                | Shahindokht Molaverdi                                                                                              | 8 octombrie 2013   |
| Iran                          | Vicepreședinte pentru Afaceri Executive                                                             | Mohammad Shariatmadari                                                                                             | 8 octombrie 2013   |
| Kenya                         | Președinte adjunct                                                                                  | William Ruto | 9 aprilie 2013     |
| Kiribati                      | Vicepreședinte                                                                                      | Teima Onorio | 28 martie 2003     |
| Laos                          | Vicepresedinte                                                                                      | Bounnhang Vorachith                                                                                                | 8 iunie 2006       |
| Libia · &vbsp; (vezi și : §5) | Președinte Adjunct al Camerei Reprezentanțlor                                                       | Imhemed Shaib , (corevendicator ȋncepȃnd cu august 2014)                                                           | 5 august 2014      |
| Libia · &vbsp; (vezi și : §5) | Președinte Adjunct al Camerei Reprezentanțlor                                                       | Ahmed Huma , (corevendicator ȋncepȃnd cu august 2014)                                                              | 5 august 2014      |
| Libia · &vbsp; (vezi și : §5) | Primul Vicepreședinte al Congresului Național General                                               | funcție ȋnlocuitǎ                                                                                                  | 5 august 2014      |
| Libia · &vbsp; (vezi și : §5) | Primul Vicepreședinte al Congresului Național General                                               | Ezzedin Mohammed Younis al-Awam                                                                                    | 24 noiembrie 2013  |
| Libia · &vbsp; (vezi și : §5) | Al doilea vicepreședinte al Congresului Național General                                            | funcție ȋnlocuitǎ                                                                                                  | 5 august 2014      |
| Libia · &vbsp; (vezi și : §5) | Al doilea vicepreședinte al Congresului Național General                                            | Saleh Mohammed Almakhzoum                                                                                          | 20 august 2012     |
| Malawi                        | Vicepreședinți (succesivi)                                                                          | Saulos Chilima | 31 mai 2014        |
| Malawi                        | Vicepreședinți (succesivi)                                                                          | Khumbo Kachali | 13 aprilie 2012    |
| Maldive                       | Vicepreședinte                                                                                      | Mohamed Jameel Ahmed                                                                                               | 17 noiembrie 2013  |
| Mauritius                     | Vicepreședinte                                                                                      | Monique Ohsan Bellepeau                                                                                            | 12 noiembrie 2010  |
| Micronezia                    | Vicepreședinte                                                                                      | Alik L. Alik | 11 mai 2007        |
| Nepal                         | Vicepresedinte                                                                                      | Parmanand Jha | 23 iulie 2008      |
| Nicaragua                     | Vicepreședinte                                                                                      | Moises Omar Halleslevens Acevedo                                                                                   | 10 ianuarie 2012   |
| Nigeria                       | Vicepreședinte                                                                                      | Namadi Sambo | 19 mai 2010        |
| Palau                         | Vicepreședinte                                                                                      | Antonio Bells | 17 ianuarie 2013   |
| Panama                        | Vicepreședinți (succesivi)                                                                          | Isabel Saint Malo                                                                                                  | 1 iulie 2014       |
| Panama                        | Vicepreședinți (succesivi)                                                                          | Juan Carlos Varela                                                                                                 | 1 iulie 2009       |
| Paraguay                      | Vicepreședinte                                                                                      | Juan Afara | 15 august 2013     |
| Peru                          | Primul vicepreședinte                                                                               | Marisol Espinoza Cruz                                                                                              | 28 iulie 2011      |
| Peru                          | Al doilea vicepreședinte                                                                            | funcție vacantă | 16 ianuarie 2012   |
| Samoa                         | Membru în Consiliul Deputaților                                                                     | Va'aletoa Sualauvi II                                                                                              | 2004               |
| Samoa                         | Membru în Consiliul Deputaților                                                                     | funcție vacantă | 2007               |
| Samoa                         | Membru în Consiliul Deputaților                                                                     | funcție vacantă | 2006               |
| Seychelles                    | Vicepreședinte                                                                                      | Danny Faure | 1 iulie 2010       |
| Sierra Leone                  | Vicepreședinte                                                                                      | Samuel Sam-Sumana                                                                                                  | 17 septembrie 2007 |
| Siria · (vezi și : §5)        | Vicepreședinte                                                                                      | funcție desființată                                                                                                | 20 iulie 2014      |
| Siria · (vezi și : §5)        | Vicepreședinte                                                                                      | Farouk al-Sharaa                                                                                                   | 21 februarie 2006  |
| Siria · (vezi și : §5)        | Vicepreședintă                                                                                      | Najah al-Attar | 23 martie 2006     |
| Statele Unite ale Americii    | Vicepreședinte                                                                                      | Joe Biden | 20 ianuarie 2009   |
| Sudan                         | Primul vicepresedinte                                                                               | Bakri Hassan Saleh                                                                                                 | 8 decembrie 2013   |
| Sudan                         | Al doilea vicepresedinte                                                                            | Hassabu Mohamed Abdalrahman                                                                                        | 7 decembrie 2013   |
| Sudanul de Sud                | Vicepreședinte                                                                                      | James Wani Igga | 25 august 2013     |
| Surinam                       | Vicepreședinte                                                                                      | Robert Ameerali | 12 august 2010     |
| Tanzania · (vezi și : §4)     | Vicepreședinte                                                                                      | Mohamed Gharib Bilal                                                                                               | 6 noiembrie 2010   |
| Uganda                        | Vicepresedinte                                                                                      | Edward Ssekandi | 24 mai 2011        |
| Uruguay                       | Vicepreședinte                                                                                      | Danilo Astori | 1 martie 2010      |
| Venezuela                     | Vicepreședinte executiv                                                                             | Jorge Arreaza | 19 aprilie 2013    |
| Vietnam                       | Vicepreședintă                                                                                      | Nguyễn Thị Doan | 25 iulie 2007      |
| Yemen                         | Vicepreședinte                                                                                      | funcție vacantă | 27 februarie 2012  |
| Zambia                        | Vicepreședinte                                                                                      | funcție vacantă | 28 octombrie 2014  |
| Zambia                        | Vicepreședinte                                                                                      | Guy Scott | 23 septembrie 2011 |
| Zimbabwe                      | Vicepreședinți (succesivi)                                                                          | Emmerson Mnangagwa                                                                                                 | 12 decembrie 2014  |
| Zimbabwe                      | Vicepreședinți (succesivi)                                                                          | funcție vacantă | 8 decembrie 2014   |
| Zimbabwe                      | Vicepreședinți (succesivi)                                                                          | Joice Mujuru | 6 decembrie 2004   |
| Zimbabwe                      | Vicepreședinte                                                                                      | Phelekezela Mphoko                                                                                                 | 12 decembrie 2014  |
| Zimbabwe                      | Vicepreședinte                                                                                      | funcție vacantă | 17 ianuarie 2013   |

## State independente recunoscute parțial
| Statul și statutul | Separat din | Funcția        | Numele          | Începând cu        |
| ------------------ | ----------- | -------------- | --------------- | ------------------ |
| Abhazia            | Georgia     | Vicepreședinte | Vitali Gabnia   | 25 septembrie 2014 |
| Abhazia            | Georgia     | Vicepreședinte | funcție vacantă | 25 decembrie 2013  |
| Taiwan             | China       | Vicepreședinte | Wu Den-yih      | 20 mai 2012        |

## State independente nerecunoscute
| Statul și statutul | Separat din | Funcția        | Numele             | Începând cu   |
| ------------------ | ----------- | -------------- | ------------------ | ------------- |
| Somaliland         | Somalia     | Vicepreședinte | Abdirahman Saylici | 27 iulie 2010 |

## Teritorii nesuverane
| Teritoriu              | Suveranitate      | Funcția                                                                      | Numele                             | Începând cu        |
| ---------------------- | ----------------- | ---------------------------------------------------------------------------- | ---------------------------------- | ------------------ |
| Bougainville, Insulele | Papua Noua Guinee | Vicepreședinte                                                               | Patrick Nisira                     | 10 iunie 2010      |
| Galmudug               | Somalia           | Vicepreședinte                                                               | Abdisamad Nuur Gulled              | 2009               |
| Jubaland (vezi și : §5 | Somalia           | Prim vicepreședinte al Consililui Executiv al Administrației Interimare      | Abdulahi Sheik Ismael Fara-Tag     | 20 ianuarie 2014 ? |
| Jubaland (vezi și : §5 | Somalia           | Al doilea vicepreședinte al Consililui Executiv al Administrației Interimare | Abdulkadir Haji Mohamed Luga-Dhere | 20 ianuarie 2014 ? |
| Kurdistanul Irakian    | Irak              | Vicepreședinte                                                               | Kosrat Rasul Ali                   | 14 iunie 2005      |
| Puntland               | Somalia           | Vicepreședinți (succesivi)                                                   | Abdihakim Amey                     | 8 ianuarie 2014    |
| Puntland               | Somalia           | Vicepreședinți (succesivi)                                                   | Abdisamad Ali Shire                | 8 ianuarie 2009    |
| Zanzibar, Arhipelagul  | Tanzania          | Vicepreședinte                                                               | Seif Sharif Hamad                  | 9 noiembrie 2010   |
| Zanzibar, Arhipelagul  | Tanzania          | Vicepreședinte                                                               | Seif Ali Iddi                      | noiembrie 2010     |

## Guverne în exil și / sau alterantive
| Entitate                              | Suveranitate și statut                                                            | Funcția                                                                                | Numele                                                   | Începând cu       |
| ------------------------------------- | --------------------------------------------------------------------------------- | -------------------------------------------------------------------------------------- | -------------------------------------------------------- | ----------------- |
| Republica Autonemă Abhazia            | Georgia · Abhazia · Guvernul Republicii Autoneme Abhazia                          | Președinte adjunct al Consliului Suprem                                                | Tamaz Khubua                                             | aprilie 2009      |
| Himan și Heeb                         | Somalia · (Stat autonom nerecunoscut în cadrul Somaliei)                          | Vicepreședinte                                                                         | Abdirihman Shaaticadde                                   | 2013??            |
| Jubaland (vezi și : §4                | Somalia · (Stat autonom autoproclamat în cadrul Somaliei)                         | Proclamat stat autonom ȋn cadrul Republicii Somalia                                    |                                                          | 20 ianuarie 2014  |
| Jubaland (vezi și : §4                | Somalia · (Stat autonom autoproclamat în cadrul Somaliei)                         | Prim vicepreședinte                                                                    | Abdulahi Sheik Ismael Fara-Tag                           | 17 decembrie 2013 |
| Jubaland (vezi și : §4                | Somalia · (Stat autonom autoproclamat în cadrul Somaliei)                         | Al doilea vicepreședinte                                                               | Abdulkadir Haji Mohamed Luga-Dhere                       | 17 decembrie 2013 |
| Khatumo                               | Somalia · (Stat autonom nerecunoscut în cadrul Somaliei)                          | Vicepreședinte                                                                         | Abdallah Haybe Agalule                                   | august 2014       |
| Guvernul Salvării Naționale al Libiei | Libia (guvern alternativ sub controlul Noului Congres Național General al Libiei) | Președinte Adjunct al Noului Congres Național General                                  | Saleh Makzoon , (corevendicator ȋncepȃnd cu august 2014) | august 2014       |
| Guvernul Interimar al Siriei          | Siria · (Guvern alternativ al opoziției siriene)                                  | Vicepreședinte al Coaliției Naționale a Forțelor de Opoziție și a Revoluției din Siria | Mohammed Farouk Tayfur                                   | 6 iulie 2013      |
| Guvernul Interimar al Siriei          | Siria · (Guvern alternativ al opoziției siriene)                                  | Vicepreședinte al Coaliției Naționale a Forțelor de Opoziție și a Revoluției din Siria | Souheïr Al Atassi                                        | 11 noiembrie 2012 |
| Guvernul Interimar al Siriei          | Siria · (Guvern alternativ al opoziției siriene)                                  | Vicepreședinte al Coaliției Naționale a Forțelor de Opoziție și a Revoluției din Siria | Salim Muslit                                             | 6 iulie 2013      |